# Eduard Aldrian
Eduard Aldrian (* 26. April 1888 in Pula, Istrien; † 1. Oktober 1955 in Graz, Steiermark) war ein aus Österreich stammender Generalleutnant der deutschen Wehrmacht im Zweiten Weltkrieg.

## Leben
Aldrian trat nach dem Schulbesuch am 18. August 1909 als Fähnrich in die k.u.k. Infanterie der Gemeinsamen Armee von Österreich-Ungarn ein. Er war danach Offizier und nahm am Ersten Weltkrieg teil. Nach dem Ende des Ersten Weltkrieges wurde er Offizier des Bundesheeres der Republik Österreich beziehungsweise des Ständestaates und am 26. Juni 1936 zum Oberstleutnant befördert.
Nach dem Anschluss Österreichs wurde Aldrian am 15. März 1938 in die Wehrmacht übernommen und zwischen dem 5. Juni und dem 1. August 1938 dem 35. Beobachtungsbataillon zugeordnet. Danach war er vom 1. August 1938 bis zum 25. Oktober 1939 Kommandeur des 38. Gebirgsbeobachtungsbataillon und wurde als solcher am 1. August 1939 auch zum Oberst befördert. Er war zwischen dem 25. Oktober 1939 und dem 9. November 1941 Kommandeur des 619. Spezialartillerieregiments sowie vom 9. November 1941 bis zum 1. März 1943 Artilleriekommandeur (Arko) 124. In dieser Verwendung erfolgte am 1. September 1942 seine Beförderung zum Generalmajor. Daneben war er zwischen dem 8. Februar und 1. März 1942 und erneut vom 20. Juli bis 15. September 1942 kommissarischer Kommandeur der im Südabschnitt der Ostfront eingesetzten 95. Infanterie-Division. Des Weiteren war er zwischen dem 19. Oktober und dem 14. Dezember 1942 auch kommissarischer Kommandeur der 88. Infanterie-Division.
Im Anschluss war Aldrian vom 18. Januar bis zum 19. Februar 1943 Kommandeur der nach ihm benannten Kampfgruppe Aldrian sowie zwischen dem 1. März und dem 1. Juli 1943 Höherer Artilleriekommandeur (HArko) 308, wobei er in dieser Verwendung am 1. Juni 1943 auch zum Generalleutnant befördert wurde. Nachdem er sich anschließend kurzzeitig in Reservestellung befunden hatte, übernahm er am 5. August 1943 von Generalleutnant Emil Zellner den Posten als Kommandeur der 373. (kroatischen) Infanterie-Division und bekleidete diese Funktion bis zu seiner Ablösung durch Oberst Karl Hermann am 20. Oktober 1944. Mit dieser nahm er vom 25. Mai bis zum 6. Juni 1944 neben den Einheiten von Generaloberst Lothar Rendulic, General der Infanterie Ernst von Leyser sowie SS-Oberführer Otto Kumm am Unternehmen Rösselsprung teil, dessen Ziel es war, Josip Broz Tito gefangen zu nehmen oder zu töten und somit die Führungsstrukturen der Jugoslawischen Volksbefreiungsarmee (JVBA) nachhaltig zu schwächen.
Nachdem er sich vom 20. Oktober 1944 bis zum 20. Januar 1945 abermals in Reservestellung befunden hatte, wurde er Höherer Artilleriekommandeur 306. Wenige Wochen nach der bedingungslosen Kapitulation der Wehrmacht geriet er am 28. Mai 1945 in Kriegsgefangenschaft, aus der er am 7. Mai 1946 entlassen wurde.
Er wurde mit dem Deutschen Kreuz in Gold ausgezeichnet.

## Weblink
- Eintrag in der general.dk